# Glacidorbidae
Glacidorbidae es una familia taxonómica de los caracoles de agua dulce, moluscos gasterópodos en el clado Panpulmonata.

## Taxonomía

### 2005
Glacidorbidae es la única familia en la superfamilia Glacidorboidea. Glacidorboidea ha sido clasificado dentro del grupo informal Heterobranchia Inferior en la Taxonomía de Gastropoda (Bouchet & Rocroi, 2005).

### 2010
Jörger redefinió los grupos más importantes dentro de la Heterobranchia, se trasladaron de Glacidorboidea a Panpulmonata.

## Géneros
- Glacidorbis Iredale, 1943
- Gondwanorbis Ponder, 1986
- Benthodorbis Ponder & Avern, 2000
- Striadorbis Ponder & Avern, 2000
- Tasmodorbis Ponder & Avern, 2000